# Stazione di Cismon del Grappa
La stazione di Cismon del Grappa è una stazione ferroviaria posta sulla linea Trento-Venezia tra le stazioni di Primolano e San Marino. Serve il centro abitato di Cismon del Grappa.

## Strutture e impianti
Il complesso ferroviario è dotato di Fabbricato Viaggiatori e di pensilina in vetro e metallo a servizio dei viaggiatori.
I binari passanti sono attualmente due e la stazione viene spesso utilizzata per l'incrocio dei convogli provenienti da Trento e Bassano del Grappa.